# Пол Долан
Пол Долан (англ. Paul Dolan, нар. 16 квітня 1966, Оттава) — канадський футболіст, що грав на позиції воротаря, зокрема за національну збірну Канади.

## Клубна кар'єра
У дорослому футболі дебютував 1986 року виступами за команду «Едмонтон Брикмен». Згодом у 1988 грав за «Ванкувер Ейті Сіксерс», з яким вигравав Канадську футбольну лігу.
Протягом 1988–1989 років захищав кольори «Гамільтон Стілерс», після чого повернувся до «Ванкувер Ейті Сіксерс». У складі ванкуверців ще двічі, у 1990 і 1991 роках, вигравав футбольну лігу країни. Завершив ігрову кар'єру у 1998 році.

## Виступи за збірну
1984 року дебютував в офіційних матчах у складі національної збірної Канади.
У складі збірної був учасником чемпіонату світу 1986 року у Мексиці, де захищав ворота канадців у першій грі проти команди Франції (поразка 0:1), після чого місце у стартовому складі отримав інший голкіпер, Тіно Леттьєрі.
Згодом брав участь у двох іграх розіграшу Золотого кубка КОНКАКАФ 1991 року та був запасним воротарем Канади на Золотому кубку КОНКАКАФ 1996.
Загалом протягом кар'єри у національній команді, яка тривала 14 років, провів у її формі 53 матчі.

## Титули і досягнення
- Переможець Чемпіонату націй КОНКАКАФ: 1985
- Переможець Кубка націй Північної Америки: 1990